# 吕克 (上比利牛斯省)
吕克（法語：Luc，法語發音：[lyk]）是法国上比利牛斯省的一个市镇，位于该省中部略偏北，属于塔布区。

## 地理
吕克（43°9'10"N, 0°10'37"E）面积4.93 平方千米，位于法国奧克西塔尼大區上比利牛斯省，该省份为法国西南部内陆省份，北至热尔省，西接大西洋比利牛斯省，南与西班牙接壤，东临上加龙省。
与吕克接壤的市镇（或旧市镇、城区）包括：韦尤、锡约塔、伊特、奥莱阿克代叙、奥里尼亚克、普马鲁。

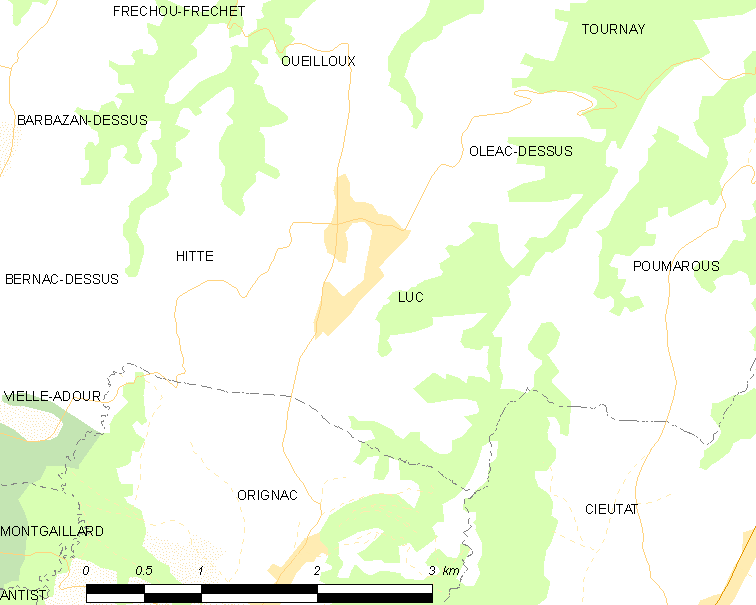
的OSM定位图

吕克的时区为UTC+01:00、UTC+02:00（夏令时）。

## 行政
吕克的邮政编码为65190，INSEE市镇编码为65290。

## 政治
吕克所属的省级选区为阿罗斯河与巴伊斯河谷县。

## 人口

1962-2008年间人口变化图示

吕克于2022年1月1日时的人口数量为175人。